# استون‌وال (فیلم ۲۰۱۵)
استون‌وال (انگلیسی: Stonewall) فیلمی در ژانر درام به کارگردانی رولند امریش است که در سال ۲۰۱۵ منتشر شد. رولند امریش، کارگردان آلمانی در این به موضوعی اجتماعی‌تاریخی پرداخته‌است.
داستان فیلم به شورش‌های استون‌وال در سال ۱۹۶۹ و برخورد خشونت‌بار با فعالان حقوق همجنسگرایان در نیویورک می‌پردازد.

## داستان
اندکی قبل از فرار از حومه محافظه کار در اواخر دهه 1960 و نقل مکان به شهر نیویورک ، دنی وینترز، پسر نوجوان همجنس گرا از ایندیانا ، در حین عشق ورزی با دوست پسرش توسط دوستانش کشف می شود. پدرش ناراحت است و در حالی که مادرش نسبت به پسرش دوسوگرا است، در مقابل شوهرش هم نمی ایستد. سپس پدرش از امضای درخواست کمک هزینه تحصیلی برای دانشگاه کلمبیا که دنی قرار است در آن شرکت کند، امتناع می کند، اما دنی به هر حال به نیویورک می رود و خواهر کوچکتر حامی خود فیبی را پشت سر می گذارد.
پس از رسیدن به خیابان کریستوفر در روستای گرینویچ ، با گروهی چند نژادی از بچه‌های خیابانی جوان، همجنس‌گرا، و جنسیت‌گرا دوست می‌شود و ملکه‌ها را دراگ می‌کشد و شاهد خشونت پلیس علیه آنها است. دنی با همراهی دوستانش به مسافرخانه استون وال می رود و توسط یک مرد مسن تر به نام تروور که یکی از اعضای انجمن ماتاچین است از او درخواست رقص می کند. در اواخر همان شب، پلیس به بار حمله کرد و تعدادی از مشتریان را دستگیر کرد. دنی، که دستگیر نشد، چون لباس‌های متقابل نداشت، روز بعد دوستش ری را در ایستگاه پلیس می‌برد. دنی، فقیر، سپس به فحشا روی می‌آورد و در حالی که او را می‌کشند، رسوا می‌شودتوسط مردی میانسال سپس دنی به جلسه انجمن ماتاچین می رود که مدعی است از طریق تطابق با جامعه به جای رادیکالیسم، به حقوق همجنس گرایان دست می یابد. در آنجا او تروور را پیدا می کند و با وجود اینکه نظرات آنها متفاوت است، در نهایت شب را با هم می گذرانند
دنی به زودی تروور را با مرد جوان دیگری پیدا می کند و با دل شکسته تصمیم می گیرد دهکده را ترک کند. بلافاصله پس از آن، او ربوده می شود و به زور به یک تجارت فاحشه طبقه بالا، به دستور اد مورفی، که مسافرخانه استون وال را اداره می کند، فرستاده می شود. مورفی با پلیس فاسد تبانی کرده و از جوانان همجنسگرای بی خانمان به نفع خود استثمار کرده است. دنی با کمک ری فرار می کند و هر دو برای مقابله با مورفی به نوار می روند. پلیس سپس به بار حمله کرد و دوباره تعدادی از مشتریان را دستگیر کرد. دنی مانند بقیه مشتریان به خیابان پرتاب می شود و علیرغم مخالفت تروور، آجری را به یکی از پنجره های بار پرتاب می کند و فریاد می زند "قدرت همجنس گرا!" این باعث تحریک جمعیت برای حمله به پلیس می شود، پلیس در پاسخ خود را در بار حبس می کند.
یک سال بعد، پس از اتمام سال اول دانشگاه، دنی به خانه برمی گردد و به خواهرش می گوید که قرار است در راهپیمایی آزادی همجنس گرایان در خیابان کریستوفر شرکت کند. فیلم در روز رژه به پایان می رسد، جایی که او پس از جمع شدن دوباره با دوستانش در خیابان راهپیمایی می کند و مادر و خواهرش را در پیاده رو کشف می کند.

## بازیگران
- جرمی ایروین
- جانی بوشام
- جوئی کینگ
- کلب لندری جونز
- مت کریون
- جاناتان ریس میرز
- ران پرلمن
- آتیکوس میچل
- مارشا پی. جانسون
- یان انگلند
- مارک کاماچو